# Complications (álbum de Dover)
Complications es el octavo álbum de estudio de la banda de rock española Dover, producido por Jesús Antúnez y publicado por Sony Music el 9 de febrero de 2015.
Tras un descanso discográfico de cinco años desde I Ka Kené, publicado en 2010, la banda madrileña publica un nuevo disco que deja a un lado el sonido electrónico para regresar a sus orígenes roqueros. Según señala su discográfica, Sony Music, se trata de un total de diez canciones "inspiradas en sus bandas favoritas de siempre, pero con toneladas de carisma".

## Lista de canciones
Todas las canciones escritas y compuestas por Amparo Llanos y Cristina Llanos. 
| Edición estándar |                      |          |  |
| N.º              | Título               | Duración |  |
| 1.               | «Too Late»           | 2:48     |  |
| 2.               | «Complications»      | 3:13     |  |
| 3.               | «Four to the Floor»  | 3:51     |  |
| 4.               | «Crash»              | 2:21     |  |
| 5.               | «Mystified»          | 2:37     |  |
| 6.               | «Sisters of Mercy»   | 3:11     |  |
| 7.               | «Like a Man»         | 2:22     |  |
| 8.               | «New Wave Mechanics» | 3:11     |  |
| 9.               | «Tragedy»            | 3:59     |  |
| 10.              | «Building a Fire»    | 2:39     |  |
| 30:12            |                      |          |  |

| Spotify bonus tracks |                    |          |  |
| N.º                  | Título             | Duración |  |
| 11.                  | «There Is a Place» | 3:12     |  |

## Personal
Dover
- Cristina Llanos - Voz y guitarra acústica
- Amparo Llanos - Guitarra
- Jesús Antúnez - Batería
- Samuel Titos - Bajo

## Posicionamiento

### Listas semanales
| Lista (2015)               | Mejor posición |
| -------------------------- | -------------- |
| Lista de álbumes españoles | 20             |